# Regione di Skopje
La Regione di Skopje (in macedone Скопски Pегион?, Skopski Region) è una delle regioni di sviluppo della Macedonia del Nord. Comprende 7 comuni oltre alla Grande Skopje. La popolazione della regione era nel 2002 di 571 040 abitanti.

## Comuni
- Aračinovo
- Čučer-Sandevo
- Ilinden
- Petrovec
- Sopište
- Studeničani
- Zelenikovo
- Grande Skopje

## Società

### Evoluzione demografica
Dal censimento del 2002 la popolazione risulta così suddivisa in base all'etnia:
|          | Numero  | %     |
| TOTALE   | 571.040 | 100   |
| Macedoni | 367 717 | 64,39 |
| Albanesi | 132 014 | 23,11 |
| Rom      | 23 976  | 4,19  |
| Serbi    | 17 650  | 3,09  |
| Bosniaci | 12 823  | 2,24  |
| Turchi   | 12 123  | 2,12  |
| Altri    | 4 737   | 0,82  |